# Los Villares (Andújar)
Los Villares es una pedanía perteneciente al municipio de Andújar en la provincia de Jaén, en Andalucía. Pedanía industrial muy bien comunicada, es la pedanía más poblada de Andújar.
La entidad local está dividida por el río Guadalquivir, quedando al norte el parque natural de la Sierra de Andújar perteneciente a Sierra Morena y al sur la vega y campiña.

## Historia
Poblado de colonización, en cuyo término municipal y a 1 km al oeste de este se encuentra la antigua Isturgi Triumphale, yacimiento arqueológico de Los Villares, situado a unos 5 km al este de Andújar (Jaén) junto a uno de los numerosos meandros que el Guadalquivir describe en su curso medio, en el lugar denominado “Los Alcaparrales". Albergó un importante centro de producción de terra sigillata hispánica durante los siglos I y II. En el Museo Arqueológico de Jaén se encuentran muchas piezas de cerámica de Los Villares de Andújar, al igual que en el Museo Arqueológico de Andújar. 
En los Villares de Andújar, han aparecido y continúan apareciendo, múltiples vestigios romanos, como cerámica, inscripciones, monedas, etc. Igualmente se encuentra un horno de cerámica Sigilata, que se excava de vez en cuando.
No se ha llevado a cabo ninguna excavación arqueológica profunda en la zona, lo que supondría un gran atractivo cultural y económico, para la zona, tal y como están haciendo con Cástulo en Linares, o tantos otros sitios.

## Administración y política
Entidad Local Menor Inferior al Municipio. Depende del Ayuntamiento de Andújar. El gobierno municipal lo forman el alcalde pedáneo (Diego Ortega) y cinco vocales según el número de votos obtenidos por cada partido. Tiene dos núcleos de población Los Villares de Andújar y San José de Escobar.

## Fiestas
- El 15 de mayo es la festividad del patrón San Isidro Labrador procesionándose una imagen del patrón durante el fin de semana cercano al día de la festividad.
- En el Carnaval se realiza un concurso de disfraces.
- Día de Andalucía el 28 de febrero con una comida de convivencia.